# Conopophaga
Conopophaga Vieillot, 1816 è un genere di uccelli passeriformi della famiglia Conopophagidae.

## Etimologia
Il nome scientifico del genere, Conopophaga, deriva dall'unione della parola greca κωνωπος (kōnōpos, "moscerino") col suffissoide anch'esso di origine greca -φαγος (-phagos, "mangiatore"), col significato di "mangiatore di moscerini"; in riferimento alla dieta di questi uccelli.

## Descrizione

C. aurita.

Si tratta di uccelli di piccole dimensioni (10,5-15,8 cm), dall'aspetto massiccio e paffuto, muniti di grossa testa appiattita che sembra incassata direttamente nel torso, becco conico piuttosto corto e appuntito, ali corte e arrotondate, coda squadrata e forti zampe allungate: nel complesso, questi animali ricordano vagamente le pitte.

Il piumaggio è bruno nell'area dorsale e nero, grigio o rossiccio a seconda della specie su testa e petto, mentre il ventre è in genere più chiaro: nelle femmine l'area cefalo-ventrale manca di nero o altri colori brillanti e tende al bruno-rossiccio. Caratteristica di questo genere è la presenza di una banda chiara che va da un occhio all'altro passando per la nuca, presente quasi sempre in ambedue i sessi.

## Biologia
Si tratta di uccelli diurni e solitari, che passano la maggior parte della giornata appollaiati su un posatoio a poca altezza dal suolo, dal quale tengono d'occhio i dintorni, pronti a scendere al suolo o a salire fra i rami nel caso di avvistamento di potenziali fonti di cibo (insetti, invertebrati, occasionalmente anche bacche o piccoli vertebrati), per poi tornare in appostamento.

A causa dell'areale remoto e alle abitudini di vita riservate, si conosce poco circa questi uccelli: sicuramente essi sono monogami (almeno le specie osservate finora) ed entrambi i sessi collaborano nelle varie fasi della riproduzione.

## Distribuzione e habitat
Le specie ascritte al genere sono diffuse in Sudamerica settentrionale, dove molte di esse popolano l'Amazzonia, con un paio diffuse sulle coste orientali del Brasile ed altrettante che popolano le pendici delle Ande a sud fino alla Bolivia: l'habitat di questi uccelli sono le aree ben mature di foresta pluviale e foresta atlantica, con presenza di folto sottobosco.

## Tassonomia

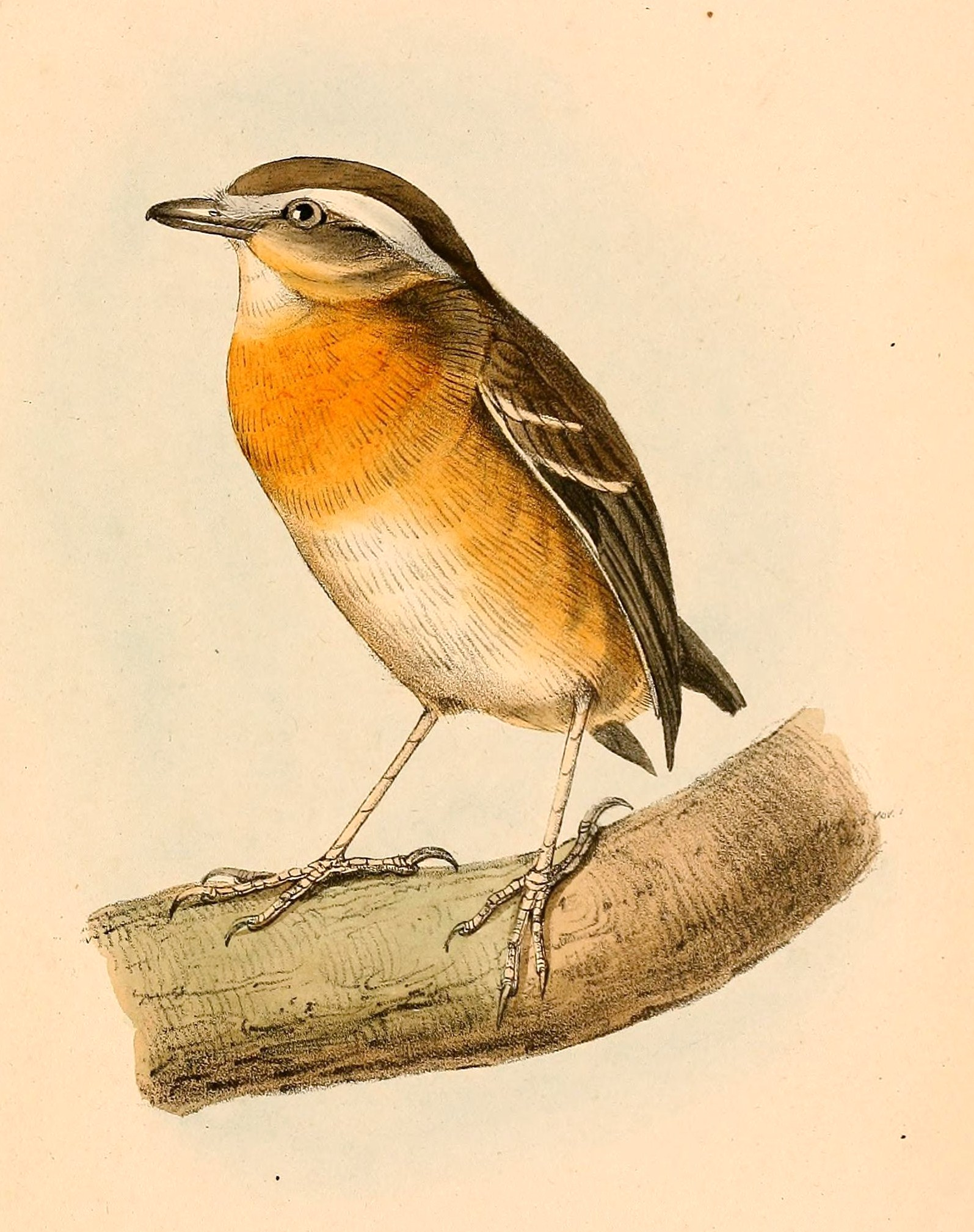
Femmina di C. melanops.

Al genere vengono ascritte nove specie:
- Conopophaga lineata (Wied, 1831) - mangiamoscerini rossiccio
- Conopophaga aurita (Gmelin, 1789) - mangiamoscerini dalle redini
- Conopophaga roberti Hellmayr, 1905 - mangiamoscerini di Robert
- Conopophaga peruviana Des Murs, 1856 - mangiamoscerini del Perù
- Conopophaga cearae Cory, 1916 -  mangiamoscerini del Ceará
- Conopophaga ardesiaca d'Orbigny & Lafresnaye, 1837 - mangiamoscerini ardesia
- Conopophaga castaneiceps Sclater, 1857 - mangiamoscerini testacastana
- Conopophaga melanops (Vieillot, 1818) - mangiamoscerini guancenere
- Conopophaga melanogaster Ménétries, 1835 - mangiamoscerini ventrenero